# Michael Jurack
Michael Jurack (ur. 14 lutego 1979) – niemiecki judoka. Brązowy medalista olimpijski z Aten 2004 w wadze półciężkiej.
Siódmy na mistrzostwach świata w 2003; uczestnik zawodów w 2001 i 2005. Startował w Pucharze Świata w latach 1997, 1999–2008. Piąty na mistrzostwach Europy w 2004. Zdobył brązowy medal na Igrzyskach wojskowych w 1999, a także trzy medale na wojskowych MŚ roku.

## Letnie Igrzyska Olimpijskie 2004
| Konkurencja | Rundy eliminacyjne       | Rundy eliminacyjne        | Rundy eliminacyjne       | Finały               | Finały                   | Klas. końcowa |
| Konkurencja | 1/32                     | 1/16                      | 1/4                      | 1/2                  | O 3 miejsce              | Miejsce       |
| ----------- | ------------------------ | ------------------------- | ------------------------ | -------------------- | ------------------------ | ------------- |
| 100 kg      | Wasilios Iliadis (GRE) Z | Oreidis Despaigne (CUB) Z | Ghislain Lemaire (FRA) Z | Jang Sung-ho (KOR) P | Mövlud Mirəliyev (AZE) Z | 3.            |